# السعيدي (حجة)

تعديل مصدري - تعديل

السعيدي هي إحدى قرى عزلة الغزي بمديرية حجة التابعة لمحافظة حجة، بلغ تعداد سكانها 524 نسمة حسب تعداد اليمن لعام 2004.